# Jean Pisani-Ferry

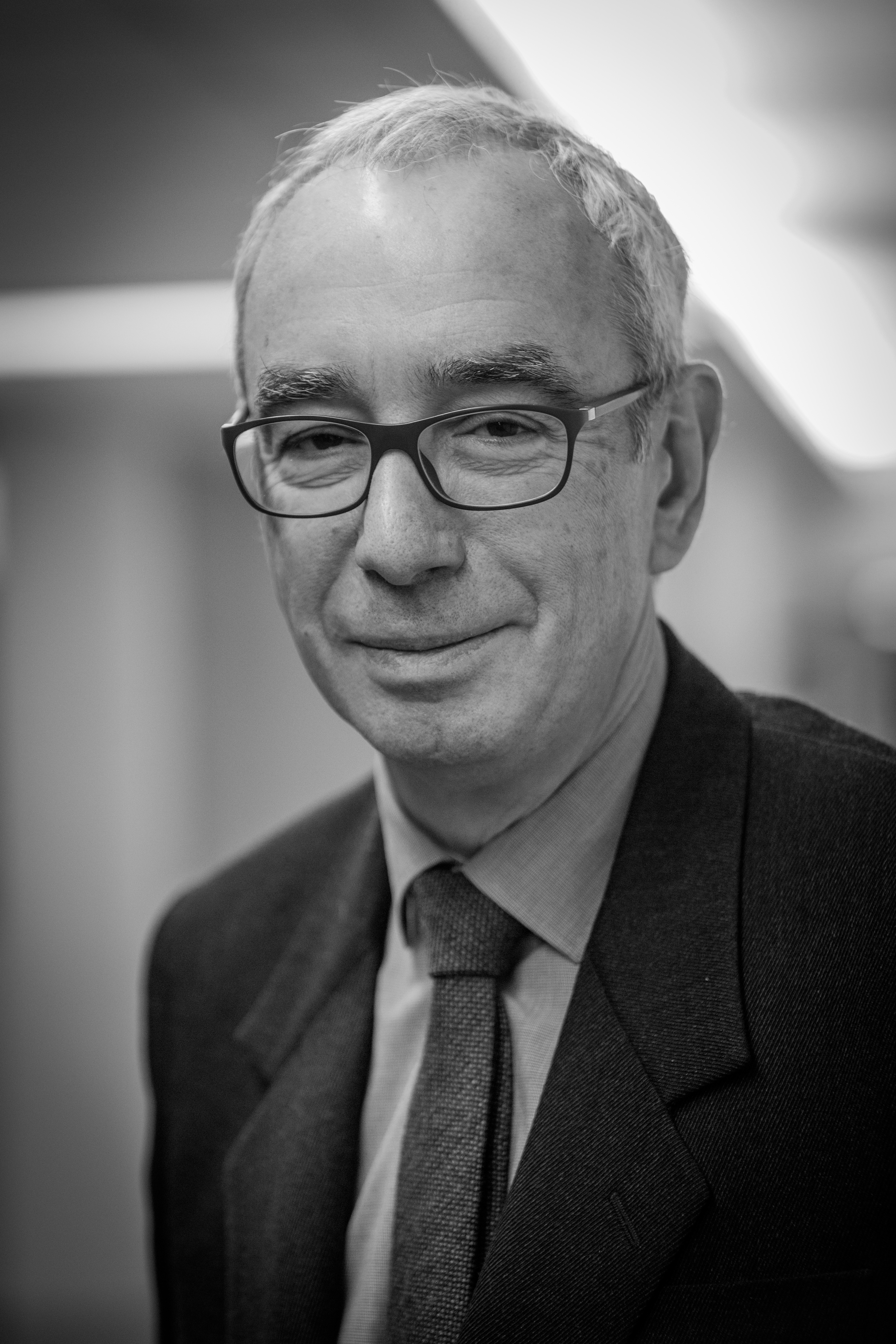
Jean Pisani-Ferry (2016)

Jean Pisani-Ferry (* 28. Juli 1951 in Boulogne-Billancourt, Frankreich) ist ein französischer Wirtschaftswissenschaftler; von 2005 bis 2013 war er Direktor der Denkfabrik BRUEGEL. Bis Januar 2017 war er Direktor des Stabes des französischen Ministerpräsidenten zur Planung der Wirtschaftspolitik, wechselte jedoch Anfang 2017 in das Wahlkampfteam von Emmanuel Macron. Dort galt er als Chefvolkswirt und war für große Teile des Wahlprogrammes des Präsidentschaftskandidaten verantwortlich.
Pisani-Ferry ist außerdem Professor für Economics und Public Management an der Hertie School of Governance. Er ist Mitglied verschiedener europapolitischer Denkfabriken, darunter der European Council on Foreign Relations.

## Sonstiges
Im November 2014 stellte Emmanuel Macron, damals Wirtschaftsminister im Kabinett Valls II, gemeinsam mit seinem deutschen Amtskollegen Sigmar Gabriel (SPD) ein von Pisani-Ferry und Henrik Enderlein verfasstes Strategiepapier vor, das Antworten auf die Frage geben sollte, wie es mit Frankreich, Deutschland und Europa weiter gehen solle. Das Papier skizzierte ehrgeizige Wirtschaftsreformen für Frankreich, aber auch für Deutschland. Vieles daraus übernahm Macron später in sein Wahlprogramm.

## Werke
- mit Adam Posen (Hrsg.): The Green Frontier: Assessing the Economic Implications of Climate Action. Peterson Institute for International Economics, Washington 2024, ISBN 978-0-88132-751-9.